# Викстранд, Микаэль
Микаэль Викстранд (швед. Mikael Wikstrand; род. 5 ноября 1993, Карлстад) — шведский хоккеист, защитник. Игрок сборной Швеции по хоккею с шайбой.

## Биография
Родился в Карлстаде в 1993 году. Воспитанник хоккейного клуба «Оре», выступал в молодёжном и юниорском чемпионате Швеции. В сезоне 2008/09 сыграл 3 матча в третьей лиге страны. В 2009 году стал игроком хоккейного клуба «Мура», также играл за молодёжные и юниорские составы. В сезоне 2010/11 дебютировал во второй лиге страны. За клуб выступал до 2014 года. В 2012 году участвовал в драфте НХЛ, был выбран командой «Оттава Сенаторз» в 7 раунде. С 2014 по 2016 год был на контракте у команды, но выступал в шведской лиге. По ходу сезона 2013/14 стал игроком команды высшей лиги страны «Фрёлунда». Выступал за клуб до января 2016 года, затем перешёл в «Ферьестад». В мае 2016 года подписал контракт с командой.
Выступал за юниорскую и молодёжную сборные Швеции. В 2017 году играл за команду на Европейском хоккейном туре. В 2018 году дебютировал в официальных матчах за Швецию на Олимпийских играх в Пхёнчхане.